# Франкенштейн Мэри Шелли
«Франкенштейн Мэри Шелли» (англ. Mary Shelley's Frankenstein) — фильм 1994 года, экранизация романа Мэри Шелли «Франкенштейн, или Современный Прометей». Несмотря на некоторые расхождения с оригинальным литературным произведением, это самая близкая к тексту киноверсия «Франкенштейна» Шелли.
Фильм стал частью серии киноадаптаций классической литературы ужасов, снятых в 1992—1996 годах. К другим подобным экранизациям можно отнести фильмы «Дракула Брэма Стокера» Фрэнсиса Форд Копполы, «Мэри Рейлли» (основанной на истории о Джекиле и Хайде) и фильм «Волк», основанный на легендах об оборотнях.
Кроме сыгравшего одну из ролей режиссёра фильма Кеннета Брана, в фильме приняли участие такие актёры, как Роберт де Ниро, Хелена Бонэм Картер, Иан Холм.
В американском прокате фильм прошёл неудачно, собрав лишь 22 миллиона долларов США (при бюджете в 45 миллионов). Мировые сборы ленты составили 90 миллионов.

## Сюжет
Начало XIX века. Капитан Уолтон со своей командой держит путь к Северному полюсу. Когда его корабль оказывается зажат льдами, он встречает учёного Виктора Франкенштейна (Кеннет Брана). Впереди есть какое-то существо и Уолтон хочет узнать, кто это. Виктор начинает свой рассказ.
Действие переносится в 1770-е годы. Юный и любознательный Виктор Франкенштейн из Женевы, сын просвещённого аристократа, делает большие успехи в науке. Уезжая учиться в Ингольштадт (Германия), он обещает своей сводной сестре Элизабет (Хелена Бонэм Картер) жениться на ней по возвращении. В университете он знакомится с профессором-вольнодумцем Вальдманом (Джон Клиз), досконально изучившим человеческое тело и вплотную подошедшим к созданию искусственного человека. Запуганный властями, Вальдман категорически отказывается продолжать свои исследования, но дозволяет Виктору ассистировать ему в анатомических опытах. Тем временем в Ингольштадте вспыхивает эпидемия оспы, и Вальдман насильно прививает горожан, но один из схваченных на улице бродяг, не пожелавший прививаться, смертельно ранит профессора. Потрясённый Франкенштейн решает тайно продолжить работу своего учителя.
Потратив на оборудование лаборатории последние средства, Франкенштейн похищает с кладбища тело Вальдмана, а затем снимает с виселицы труп его убийцы. Но попытавшись создать совершенного человека, он испытывает потрясение, увидев, насколько омерзительное творение родилось в результате его эксперимента. Выбравшемуся из лаборатории монстру (Роберт де Ниро) удаётся сбежать, но разгневанные горожане нападают на него, приняв его за разносчика холеры. Гонимый всеми, монстр покидает Ингольштадт, укрывшись в сарае одинокой крестьянской усадьбы. В кармане своей одежды несчастное Создание находит дневник Франкенштейна, и, собирая в мозгу обрывки воспоминаний, учится по нему читать и думать. Заметив, что приютившая его против воли семья бедствует, он старается выполнять по ночам всю тяжелую работу, после чего хозяева испытывают благодарность к «доброму лесному духу». Но после того как монстр решается, наконец, обнаружить себя и выходит к людям, семья его с ужасом изгоняет, крестьяне сначала прогоняют, а после уезжают сами.
С трудом освоив человеческую речь, Создание узнаёт из дневника своего создателя о том, как появилось на свет, и клянётся отомстить Франкенштейну. Добравшись до особняка барона Франкенштейна в Женеве, монстр душит в парке его маленького сына Вильяма, сводного брата Виктора, после чего разъярённая толпа расправляется с ни в чём не повинной служанкой Франкенштейнов Жюстин, заподозрив её в убийстве. Встретившись с Виктором, Создание заявляет, что навсегда уйдёт от людей, если тот создаст для него «такую же» женщину. Намеревавшемуся жениться на Элизабет Виктору не остаётся ничего иного, как пообещать монстру невесту, но когда последний убеждается, что это блеф, он проникает в дом и вырывает у Элизабет сердце.
В отчаянии Виктор возвращается с телом любимой в Ингольштадт, где в лаборатории сшивает её голову с телом казнённой Жюстин. Внезапно появившийся монстр зовёт к себе ожившую женщину, но сохранившая остатки разума и памяти Элизабет совершает на глазах у него и у Франкенштейна самосожжение…
Действие переносится обратно в Арктику на судно Уолтона. Возле тела умирающего в капитанской каюте Франкенштейна команда обнаруживает проникшее на корабль Создание. Лёд вокруг корабля отступает, и разочарованный Уолтон, сложив для профессора погребальный костёр, принимает решение вернуться в Англию. На глазах у моряков монстр плывёт к оторвавшейся льдине, выбравшись на которую, сжигает себя вместе с телом своего создателя…

## В ролях
- Роберт де Ниро — Создание
- Кеннет Брана — Виктор Франкенштейн
- Хелена Бонэм Картер — Элизабет
- Эйдан Куинн — капитан Роберт Уолтон
- Иан Холм — барон Франкенштейн
- Роберт Харди — профессор Кремп
- Тревин Макдауэлл — Жюстин
- Джон Клиз — профессор Вальдман

## Отступления от романа
Несмотря на то, что фильм — одна из самых близких адаптаций текста романа, некоторые изменения всё же были сделаны. Например, в романе после того, как Создание просит создать себе невесту, Виктор неохотно соглашается, но останавливается как раз перед тем, как оживить женщину-монстра.

## Факты
- Съёмочный период: октябрь 1993 — февраль 1994.
- От роли монстра отказался Жерар Депардьё.
- Роберт Де Ниро специально общался с людьми, пережившими тяжёлые физические травмы, чтобы научиться говорить так же, как человек, находящийся в подобном состоянии.
- Кеннет Брана поместил в название имя Мэри Шелли, как бы намекая на то, что это наиболее близкая к роману экранизация. Точно так же продюсер фильма Фрэнсис Форд Коппола поступил за два года до этого, экранизировав второй классический ужастик и назвав его «Дракула Брэма Стокера».
- Брана настоял на том, чтобы слово «монстр» не использовалось в титрах фильма. В книге персонажа Де Ниро символично называли «Демоном», что, однако, в фильм не попало.
- Одну из второплановых ролей мог сыграть Кристофер Ламберт, но незадолго до начала съёмок его заменили на другого актёра.
- В одной из сцен Роберт Де Ниро должен был укусить эпизодическую героиню, которую играла Фэй Рипли. Сцену сняли, но в окончательный вариант она не вошла.
- Присутствовавший на премьере сэр Кристофер Ли на вопрос журналистов, в чём он видит главную разницу между этим фильмом и «Франкенштейном» 1957 года, где он сам играл монстра, отшутился: «40 лет и 40 миллионов долларов».
- Сценарист Фрэнк Дарабонт резко раскритиковал режиссёрское видение Кеннета Брана: по его словам, это был «лучший сценарий, который я когда-либо написал, и худший фильм, который я когда-либо видел»[2].